# کرپوستنوی زیلایر
کرپوستنوی زیلایر (به لاتین: Krepostnoy Zilair) یک منطقهٔ مسکونی در روسیه است که در باشقیرستان واقع شده‌است.